# Ángel Careaga
Ángel Careaga (La Paz, 26 de marzo de 1977) es un periodista, actor, presentador de televisión, locutor de radio y psicólogo boliviano.

## Biografía
Comenzó sus estudios escolares en 1983, saliendo bachiller el año 1994. Realizó sus estudios profesionales en la Universidad de La Habana, Cuba. Ingresó a los medios de comunicación en la radio Doble 8 Latina como locutor de radio. Fue el coordinador de la programación en dicha radio.
Ingresó a la televisión boliviana como coordinador general de Tribuna Libre del Pueblo en el canal RTP. A la vez se desempeñó también como conductor del programa de rock Axesso en la televisión estatal Bolivia TV.
En 2008, participó en la película boliviana cómica Día de Boda del cineasta Rodrigo Ayala Bluske, interpretando al personaje Amigo de Ángel (Emiliano Longo).
Años después, iniciaría en Bolivia TV su propio programa denominado Salamandra. Después de un tiempo, Careaga pasaría a la Red ATB, con su  mismo programa (Salamandra). En ese mismo canal, realizó también un programa de investigación denominado Del otro lado.
En 2014, se trasladó a la ciudad de Santa Cruz de la Sierra para convertirse en director general del canal Full TV (un canal regional).
El 22 de febrero de 2016, Careaga ingresó a trabajar en el canal RTP a invitación de Mónica Medina y su hijo Jorge Luis Palenque Medina con su programa nocturno Claroscuro.

## Cine
| Cine | Cine        | Cine           | Cine                 |
| Año  | Película    | Personaje      | Director             |
| ---- | ----------- | -------------- | -------------------- |
| 2008 | Día de Boda | Amigo de Ángel | Rodrigo Ayala Bluske |